# Jim Lea
James Whild Lea, detto Jim (Wolverhampton, 14 giugno 1949), è un polistrumentista britannico.
Dal 1966 al 1993 è stato membro del gruppo musicale Slade, in qualità di bassista, corista e polistrumentista, nonché autore.